# 荒川義之
荒川 義之（あらかわ よしゆき、1968年5月21日 - ）は、日本中央競馬会 (JRA) ・栗東トレーニングセンターに所属している調教師。

## 来歴
1994年、10月にJRA競馬学校厩務員課程に入学する。
1995年、4月から栗東･飯田明弘厩舎所属の厩務員となり、のちに調教厩務員となる。12月からは調教助手となった。
2007年、調教師免許を取得。7月21日付で厩舎を開業した（12馬房、うち2馬房は臨時貸付け）。開業時の管理馬は、勇退解散した安藤正敏厩舎から引き継いだ。7月21日に管理馬が初出走、オースミオペラが7着となる。10月7日にチェレブリタが勝利し、のべ33戦目で初勝利を挙げた。
2008年5月10日に行われた新潟大賞典でオースミグラスワンが勝利し重賞初制覇。
2012年1月30日に京都1Rで勝利し通算100勝、2017年3月26日に阪神3Rで勝利し通算200勝、2023年3月19日に中京12Rで勝利し通算300勝を達成した。

## 調教師成績
|            | 日付          | 競馬場・開催  | 競走名        | 馬名               | 頭数 | 人気 | 着順 |
| ---------- | ------------- | ------------- | ------------- | ------------------ | ---- | ---- | ---- |
| 初出走     | 2007年7月21日 | 2回小倉3日2R  | 3歳未勝利     | オースミオペラ     | 16頭 | 11   | 7着  |
| 初勝利     | 2007年10月7日 | 4回京都2日1R  | 2歳未勝利     | チェレブリタ       | 16頭 | 3    | 1着  |
| 重賞初出走 | 2007年11月4日 | 5回京都2日11R | ファンタジーS | チェレブリタ       | 14頭 | 8    | 5着  |
| 重賞初勝利 | 2008年5月10日 | 1回新潟3日11R | 新潟大賞典    | オースミグラスワン | 16頭 | 3    | 1着  |
| GI初出走   | 2008年11月2日 | 4回東京8日11R | 天皇賞（秋）  | オースミグラスワン | 17頭 | 10   | 7着  |

### 主な管理馬
- オースミグラスワン（2008年新潟大賞典）
- チェレブリタ（2009年京都牝馬ステークス）
- ジュエルオブナイル（2009年小倉2歳ステークス）
- ミリオンディスク（2009年カペラステークス、2010年北海道スプリントカップ）
- ギュスターヴクライ（2012年阪神大賞典）
- オースミイチバン（2012年兵庫チャンピオンシップ、2013年ダイオライト記念）
- メイショウカンパク（2012年京都大賞典）
- デンコウアンジュ（2015年アルテミスステークス、2019年福島牝馬ステークス、2020年愛知杯）
- マドリードカフェ （2017年京都ハイジャンプ）
- モズナガレボシ （2021年小倉記念）

## 主な厩舎所属者
※太字は門下生。括弧内は厩舎所属期間と所属中の職分。
- 安藤清治（2007年 調教助手）
- 佐藤淳（2007年-現在 調教助手）
- 西山誠（2007年-現在 調教助手）
- 高橋亮（2009年-2012年 騎手）